# Heather
Heather är en by och en civil parish i North West Leicestershire i Leicestershire i England. Orten har 920 invånare (2011). Byn nämndes i Domedagsboken (Domesday Book) år 1086, och kallades då Hadre.